# Sindaci di Vibo Valentia
Di seguito l'elenco cronologico dei sindaci di Vibo Valentia e delle altre figure apicali equivalenti che si sono succedute nel corso della storia.

## Regno delle Due Sicilie (fino al 1861)
| Periodo | Periodo | Primo cittadino                    | Partito | Carica  | Note |
| ------- | ------- | ---------------------------------- | ------- | ------- | ---- |
| 1806    | 1807    | Francesco Rizzo                    |         | Sindaco | -    |
| 1807    |         | Ignazio Piperni                    |         | Sindaco | -    |
| 1807    | 1808    | Francesco Saverio Romei            |         | Sindaco | -    |
| 1808    |         | Bruno Antonio Varano               |         | Sindaco | -    |
| 1808    |         | Antonino Scalfari                  |         | Sindaco | -    |
| 1809    |         | Raffaele Bisogni                   |         | Sindaco | -    |
| 1809    | 1810    | Giuseppe Maria Pelaggi             |         | Sindaco | -    |
| 1811    |         | Fortunato Profumi                  |         | Sindaco | -    |
| 1812    | 1813    | Emanuele Pisani                    |         | Sindaco | -    |
| 1813    | 1814    | Fortunato Profumi                  |         | Sindaco | -    |
| 1814    | 1817    | Domenico Avignone                  |         | Sindaco | -    |
| 1817    | 1820    | Vito Capialbi                      |         | Sindaco | -    |
| 1820    | 1823    | Ferdinando di Francia              |         | Sindaco | -    |
| 1823    | 1824    | Ferdinando Gagliardi               |         | Sindaco | -    |
| 1824    | 1825    | Ferrante Mazza                     |         | Sindaco | -    |
| 1826    | 1827    | Bruno Antonio Varano               |         | Sindaco | -    |
| 1828    | 1832    | Domenico Antonio Ortona            |         | Sindaco | -    |
| 1832    | 1835    | Antonio Lombardi de'Satriani       |         | Sindaco | -    |
| 1835    | 1837    | Saverio Manchi                     |         | Sindaco | -    |
| 1838    | 1843    | Luigi Gagliardi marchese di Panaya |         | Sindaco | -    |
| 1844    | 1845    | Raffaele Buccarelli                |         | Sindaco | -    |
| 1845    | 1851    | Giuseppe cav. Mannella             |         | Sindaco | -    |
| 1852    | 1853    | Marchese Diego Francia             |         | Sindaco | -    |
| 1853    | 1856    | Enrico Gagliardi                   |         | Sindaco | -    |
| 1856    | 1859    | Marchese Diego Francia             |         | Sindaco | -    |
| 1859    | 1860    | Francesco Lombardi de'Satriani     |         | Sindaco | -    |
| 1860    | 1861    | Enrico Gagliardi                   |         | Sindaco | -    |

## Regno d'Italia (1861-1946)

### Sindaci nominati con Regio decreto (1861-1889)
| Periodo | Periodo | Primo cittadino               | Partito | Carica  | Note |
| ------- | ------- | ----------------------------- | ------- | ------- | ---- |
| 1861    |         | Francesco Pasquale Cordopatri |         | Sindaco | -    |
| 1861    | 1863    | Cesare La Deda                |         | Sindaco | -    |
| 1863    | 1864    | Giovanni Francesco Saragò     |         | Sindaco | -    |
| 1864    | 1865    | Francesco Pasquale Cordopatri |         | Sindaco | -    |
| 1866    | 1867    | Enrico Gagliardi              |         | Sindaco | -    |
| 1868    | 1870    | Ettore Capialbi               |         | Sindaco | -    |
| 1870    | 1872    | Pasquale Cordopatri           |         | Sindaco | -    |
| 1873    | 1876    | Enrico Gagliardi              |         | Sindaco | -    |
| 1876    | 1877    | Giuseppe di Francia           |         | Sindaco | -    |
| 1878    | 1880    | Giovan Battista Francica      |         | Sindaco | -    |
| 1880    | 1884    | Antonio Crispo                |         | Sindaco | -    |
| 1885    | 1886    | Ferdinando di Francia         |         | Sindaco | -    |
| 1888    | 1890    | Francesco Gagliardi           |         | Sindaco | -    |

### Sindaci eletti dal Consiglio comunale (1889-1927)
| Periodo | Periodo | Primo cittadino             | Partito | Carica  | Note |
| ------- | ------- | --------------------------- | ------- | ------- | ---- |
| 1890    | 1891    | Pasquale Leoluca Buccarelli |         | Sindaco | -    |
| 1891    | 1893    | Antonio Crispo              |         | Sindaco | -    |
| 1894    | 1898    | Antonio Murmura             |         | Sindaco | -    |
| 1898    |         | Antonino Crispo             |         | Sindaco | -    |
| 1898    | 1904    | Pasquale Cordopatri         |         | Sindaco | -    |
| 1904    | 1906    | Diego Maria di Francia      |         | Sindaco | -    |
| 1906    | 1912    | Giuseppe De Francesco       |         | Sindaco | -    |
| 1912    | 1913    | Pietro Saverio Buccarelli   |         | Sindaco | -    |
| 1914    | 1917    | Giuseppe De Francesco       |         | Sindaco | -    |
| 1917    |         | Gaetano Alberto Ferrari     |         | Sindaco | -    |
| 1918    | 1919    | Francesco Saverio Francica  |         | Sindaco | -    |
| 1921    | 1925    | Nicola Froggio              |         | Sindaco | -    |
| 1925    | 1927    | Lorenzo Scrugli             |         | Sindaco | -    |

### Podestà nominati dal Governo fascista (1927-1943)
| Periodo | Periodo | Primo cittadino           | Partito | Carica  | Note |
| ------- | ------- | ------------------------- | ------- | ------- | ---- |
| 1927    | 1930    | Domenicantonio Basile     | PNF     | Podestà | -    |
| 1930    | 1933    | Lorenzo Scrugli           | PNF     | Podestà | -    |
| 1933    | 1935    | Salvatore Jemma           | PNF     | Podestà | -    |
| 1936    | 1937    | Nicola Froggio            | PNF     | Podestà | -    |
| 1937    | 1939    | Francesco Antonio Ferrari | PNF     | Podestà | -    |
| 1940    | 1943    | Gaetano Di Tocco          | PNF     | Podestà | -    |

### Sindaci nominati dal Comitato di Liberazione Nazionale (1943-1946)
| Periodo | Periodo | Primo cittadino     | Partito | Carica  | Note |
| ------- | ------- | ------------------- | ------- | ------- | ---- |
| 1943    | 1945    | Carlo Felice Crispo | PLI     | Sindaco |      |

## Repubblica Italiana (dal 1946)
| Sindaci eletti dal Consiglio comunale (1946-1993)    | Sindaci eletti dal Consiglio comunale (1946-1993) | Sindaci eletti dal Consiglio comunale (1946-1993) | Sindaci eletti dal Consiglio comunale (1946-1993) | Sindaci eletti dal Consiglio comunale (1946-1993) | Sindaci eletti dal Consiglio comunale (1946-1993) | Sindaci eletti dal Consiglio comunale (1946-1993) | Sindaci eletti dal Consiglio comunale (1946-1993) | Sindaci eletti dal Consiglio comunale (1946-1993) |
| Nomivativo                                           | Nomivativo                                        | Partito                                           | Partito                                           | Partito                                           | Partito                                           | Mandato                                           | Mandato                                           | Elezione                                          |
| Nomivativo                                           | Nomivativo                                        | Partito                                           | Partito                                           | Partito                                           | Partito                                           | Inizio                                            | Fine                                              | Elezione                                          |
| ---------------------------------------------------- | ------------------------------------------------- | ------------------------------------------------- | ------------------------------------------------- | ------------------------------------------------- | ------------------------------------------------- | ------------------------------------------------- | ------------------------------------------------- | ------------------------------------------------- |
|                                                      | Enrico Buccarelli                                 |                                                   | Partito Liberale Italiano                         | Partito Liberale Italiano                         | Partito Liberale Italiano                         | 1946                                              | 1947                                              | ?                                                 |
|                                                      | Lorenzo Scrugli                                   | ?                                                 | ?                                                 | ?                                                 | ?                                                 | 1947                                              | 1948                                              | ?                                                 |
|                                                      | Giacinto Inzillo                                  | ?                                                 | ?                                                 | ?                                                 | ?                                                 | 1949                                              | 1951                                              | ?                                                 |
|                                                      | Vincenzo Marturano                                | ?                                                 | ?                                                 | ?                                                 | ?                                                 | marzo 1952                                        | giugno 1952                                       | ?                                                 |
|                                                      | Antonino Murmura                                  |                                                   | Democrazia Cristiana                              | Democrazia Cristiana                              | Democrazia Cristiana                              | 1952                                              | 1957                                              | ?                                                 |
|                                                      | Libero Buccarelli                                 |                                                   | Movimento Sociale Italiano                        | Movimento Sociale Italiano                        | Movimento Sociale Italiano                        | 1957                                              | 1965                                              | ?                                                 |
|                                                      | Antonino Murmura                                  |                                                   | Democrazia Cristiana                              | Democrazia Cristiana                              | Democrazia Cristiana                              | 1965                                              | 1967                                              | ?                                                 |
|                                                      | Giuseppe De Raffaele                              |                                                   | Democrazia Cristiana                              | Democrazia Cristiana                              | Democrazia Cristiana                              | 1967                                              | 1971                                              | ?                                                 |
|                                                      | Antonino Murmura                                  |                                                   | Democrazia Cristiana                              | Democrazia Cristiana                              | Democrazia Cristiana                              | 1971                                              | 1972                                              | ?                                                 |
|                                                      | Giuseppe D'Amico                                  |                                                   | Democrazia Cristiana                              | Democrazia Cristiana                              | Democrazia Cristiana                              | 1974                                              | 1978                                              | Elezione 1973                                     |
| 1978                                                 | Giuseppe D'Amico                                  | 1979                                              | Democrazia Cristiana                              | Democrazia Cristiana                              | Democrazia Cristiana                              | Elezione 1978                                     |                                                   |                                                   |
|                                                      | Antonino Murmura                                  |                                                   | Democrazia Cristiana                              | Democrazia Cristiana                              | Democrazia Cristiana                              | Elezione 1978                                     | settembre 1979                                    | novembre 1979                                     |
|                                                      | Giovanni Manfrida                                 |                                                   | Democrazia Cristiana                              | Democrazia Cristiana                              | Democrazia Cristiana                              | Elezione 1978                                     | 1979                                              | 1982                                              |
|                                                      | Francesco Cosentino                               |                                                   | Democrazia Cristiana                              | Democrazia Cristiana                              | Democrazia Cristiana                              | Elezione 1978                                     | 1982                                              | 1984                                              |
|                                                      | Lorenzo De Sossi                                  |                                                   | Democrazia Cristiana                              | Democrazia Cristiana                              | Democrazia Cristiana                              | 1984                                              | 1985                                              | Elezione 1983                                     |
|                                                      | Francesco Comito                                  |                                                   | Democrazia Cristiana                              | Democrazia Cristiana                              | Democrazia Cristiana                              | 1985                                              | 1986                                              | Elezione 1983                                     |
|                                                      | Francesco Cosentino                               |                                                   | Democrazia Cristiana                              | Democrazia Cristiana                              | Democrazia Cristiana                              | 1986                                              | 1987                                              | Elezione 1983                                     |
|                                                      | Ulderico Petrolo                                  |                                                   | Democrazia Cristiana                              | Democrazia Cristiana                              | Democrazia Cristiana                              | 9 settembre 1988                                  | 18 luglio 1989                                    | Elezione 1988                                     |
|                                                      | Michele Montagnese                                |                                                   | Democrazia Cristiana                              | Democrazia Cristiana                              | Democrazia Cristiana                              | 18 luglio 1989                                    | 24 marzo 1990                                     | Elezione 1988                                     |
|                                                      | Nazzareno Fiorillo                                |                                                   | Democrazia Cristiana                              | Democrazia Cristiana                              | Democrazia Cristiana                              | 24 marzo 1990                                     | 24 settembre 1990                                 | Elezione 1988                                     |
|                                                      | Giuseppe De Giovanni                              |                                                   | Partito Socialista Italiano                       | Partito Socialista Italiano                       | Partito Socialista Italiano                       | 24 settembre 1990                                 | 8 febbraio 1991                                   | Elezione 1988                                     |
|                                                      | Giuseppe Ceravolo                                 |                                                   | Democrazia Cristiana                              | Democrazia Cristiana                              | Democrazia Cristiana                              | 5 aprile 1991                                     | 30 ottobre 1991                                   | Elezione 1988                                     |
|                                                      | Francesco Leonardo Brasca                         |                                                   | Democrazia Cristiana                              | Democrazia Cristiana                              | Democrazia Cristiana                              | 29 dicembre 1991                                  | 28 settembre 1992                                 | Elezione 1988                                     |
|                                                      | Mario Iozzo                                       |                                                   | Democrazia Cristiana                              | Democrazia Cristiana                              | Democrazia Cristiana                              | 21 novembre 1992                                  | 16 gennaio 1993                                   | Elezione 1988                                     |
|                                                      | Bruno Panuccio                                    |                                                   | Democrazia Cristiana                              | Democrazia Cristiana                              | Democrazia Cristiana                              | 19 febbraio 1993                                  | 18 maggio 1993                                    | Elezione 1988                                     |
| Sindaci eletti direttamente dai cittadini (dal 1993) |                                                   |                                                   |                                                   |                                                   |                                                   |                                                   |                                                   |                                                   |
| Nomivativo                                           | Nomivativo                                        | Partito                                           | Partito                                           | Coalizione                                        | Coalizione                                        | Mandato                                           | Mandato                                           | Elezione                                          |
| Nomivativo                                           | Nomivativo                                        | Partito                                           | Partito                                           | Coalizione                                        | Coalizione                                        | Inizio                                            | Fine                                              | Elezione                                          |
|                                                      | Giuseppe Iannello                                 |                                                   | Partito Democratico della Sinistra                |                                                   | PDS-PRC-L. civiche                                | 28 luglio 1994                                    | 9 maggio 1997                                     | Elezione 1994                                     |
|                                                      | Elio Giannuzzi (Commissario straordinario)        | –                                                 | –                                                 | –                                                 | –                                                 | 9 maggio 1997                                     | 1º dicembre 1997                                  | –                                                 |
|                                                      | Alfredo D'Agostino                                |                                                   | Forza Italia                                      |                                                   | FI-AN-CCD-CDU                                     | 1º dicembre 1997                                  | 28 maggio 2002                                    | Elezione 1997                                     |
|                                                      | Elio Costa                                        |                                                   | Indipendente                                      |                                                   | FI-AN-UDC-NPSI                                    | 28 maggio 2002                                    | 5 aprile 2005                                     | Elezione 2002                                     |
|                                                      | Francesco Sammarco                                |                                                   | Democratici di Sinistra                           |                                                   | DS-DL/PD-UDEUR-SDI-FdV-PRC                        | 5 aprile 2005                                     | 13 aprile 2010                                    | Elezione 2005                                     |
|                                                      | Francesco Sammarco                                | Partito Democratico                               |                                                   |                                                   | DS-DL/PD-UDEUR-SDI-FdV-PRC                        | 5 aprile 2005                                     | 13 aprile 2010                                    | Elezione 2005                                     |
|                                                      | Nicola D'Agostino                                 |                                                   | Il Popolo della Libertà                           |                                                   | PdL-L. civiche                                    | 13 aprile 2010                                    | 1º giugno 2015                                    | Elezione 2010                                     |
|                                                      | Nicola D'Agostino                                 | Forza Italia                                      |                                                   |                                                   | PdL-L. civiche                                    | 13 aprile 2010                                    | 1º giugno 2015                                    | Elezione 2010                                     |
|                                                      | Elio Costa                                        |                                                   | Indipendente                                      |                                                   | L. civiche di centro-destra                       | 1º giugno 2015                                    | 29 gennaio 2019                                   | Elezione 2015                                     |
|                                                      | Giuseppe Guetta (Commissario prefettizio)         | –                                                 | –                                                 | –                                                 | –                                                 | 29 gennaio 2019                                   | 3 giugno 2019                                     | –                                                 |
|                                                      | Maria Limardo                                     |                                                   | Indipendente                                      |                                                   | FI-FdI-L. civiche                                 | 3 giugno 2019                                     | 27 giugno 2024                                    | Elezione 2019                                     |
|                                                      | Enzo Romeo                                        |                                                   | Indipendente                                      |                                                   | PD-M5S-AVS-L. civiche                             | 27 giugno 2024                                    | in carica                                         | Elezione 2024                                     |